# Hingoli (dystrykt)
Hingoli (dystrykt) (marathi हिंगोली जिल्हा, ang. Hingoli district) – jest jednym z trzydziestu pięciu dystryktów indyjskiego stanu Maharasztra, o powierzchni 4 524 km².

## Położenie
Położony jest w centrum tego stanu. Graniczy z dystryktami: od zachodu Parbhani, od  północy z Washim, od wschodu z Yavatmal i Nanded, z którym również graniczy od południa.
Stolicą dystryktu jest miasto Hingoli.

## Rzeki
Rzeki przepływające przez obszar dystryktu :
- Aasna
- Kayadhu
- Painganga
- Purna